# حارة المنزل (ذمار)

تعديل مصدري - تعديل

حارة المنزل هي إحدى حارات مدينة ذمار التابعة لمحافظة ذمار، بلغ تعداد سكانها 3,916 نسمة حسب تعداد اليمن لعام 2004.